# Badminton (Royaume-Uni)
Pour les articles homonymes, voir Badminton (homonymie).
Badminton est un village anglais situé à 17 km à l'est de Bristol, dans l'Autorité unitaire de South Gloucestershire.
Il est célèbre pour le château des ducs de Beaufort où, d'après la légende, naquit le sport portant son nom.

## Course hippique
Cette ville est également connue pour son concours hippique (Horse Trials). Certains des redoutables obstacles du parcours peuvent être franchis de plusieurs façons : soit sans trop de difficultés au prix d'un détour, soit rapidement en prenant des risques. Mais The Coffin (le cercueil), lui, n'offre aucune alternative.